# Rue du Soleil (Paris)
Pour les articles homonymes, voir Rue du Soleil.
La rue du Soleil est une voie du 20e arrondissement de Paris, en France.

## Situation et accès
La rue du Soleil est une voie publique située dans le 20e arrondissement de Paris. Elle débute au 190-194, rue de Belleville et se termine en retour d'équerre au 69, rue Pixérécourt. Avant la boucle qui aboutit au croisement avec la rue Pixérécourt, le tracé de la voie commencé rue de Belleville s'achève en impasse sur 40 m.

## Origine du nom
Ce nom lui a été donné par le propriétaire de la rue, en raison de sa belle exposition au soleil.

## Historique
Cette voie est ouverte sous sa dénomination actuelle en 1883.

## Bâtiments remarquables et lieux de mémoire
- No 19 : Noël Roquevert (1892-1973), acteur, y demeure lors de son mariage en 1936[2].
- No 23 : anciennement un hôtel, construit dans les années 1900. Reconverti en 2024 en Centre d’hébergement d’urgence pour femmes enceintes ou venant d'accoucher, « La Maison Soleil »[3].
- No 29 : bâtiment industriel construit dans les années 1920, reconverti en tiers-lieu au début des années 2020[4],[5].

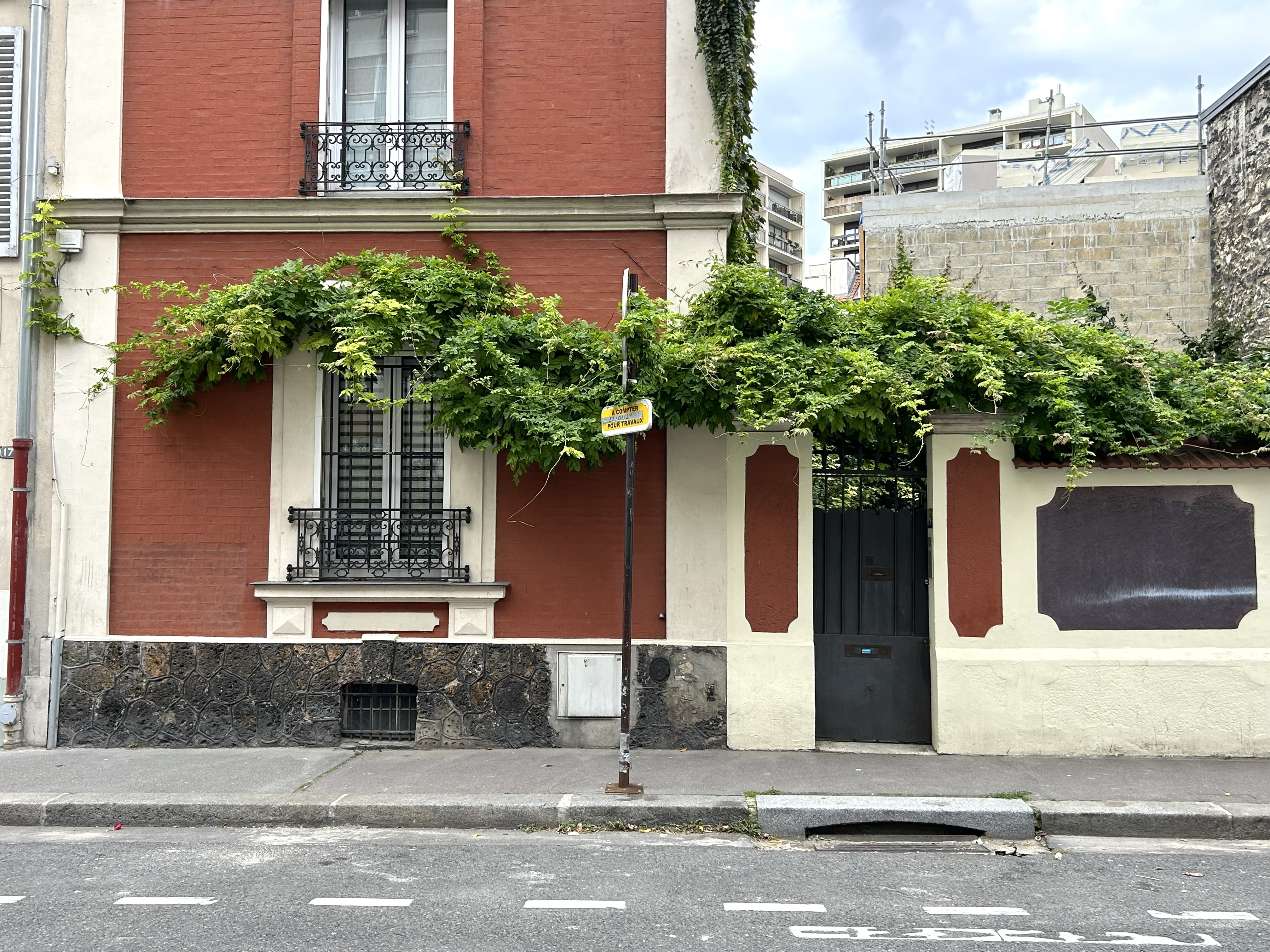
No 19.
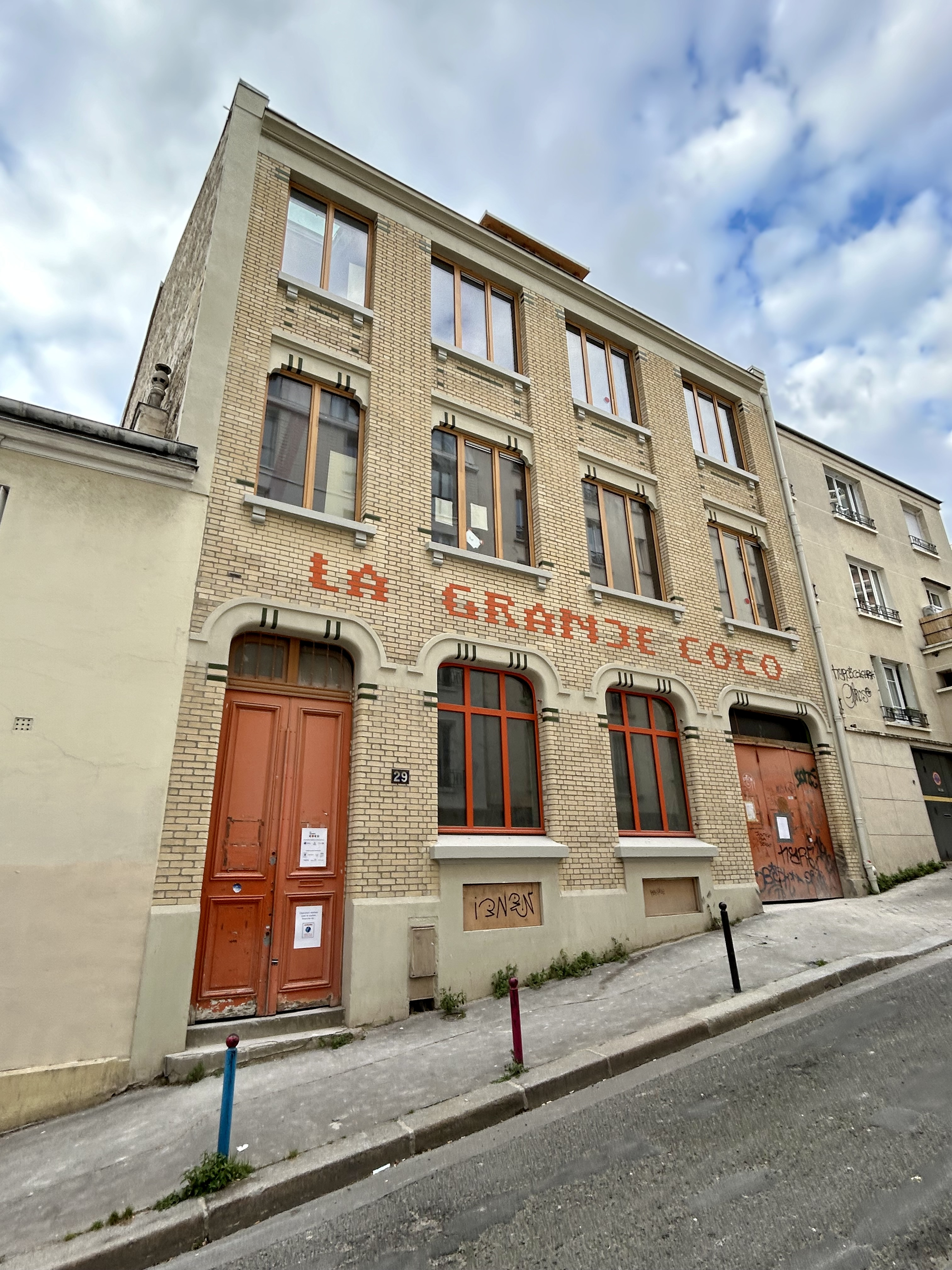
No 29.